# Italienische Formel-4-Meisterschaft
Die italienische Formel-4-Meisterschaft (offiziell Italian F.4 Championship powered by Abarth) ist eine Automobilrennserie nach dem FIA-Formel-4-Reglement in Italien. Die italienische Formel-4-Meisterschaft wurde erstmals 2014 ausgetragen.
Die italienische Formel-4-Meisterschaft wird vom Automobile Club d’Italia (ACI) veranstaltet.

## Geschichte

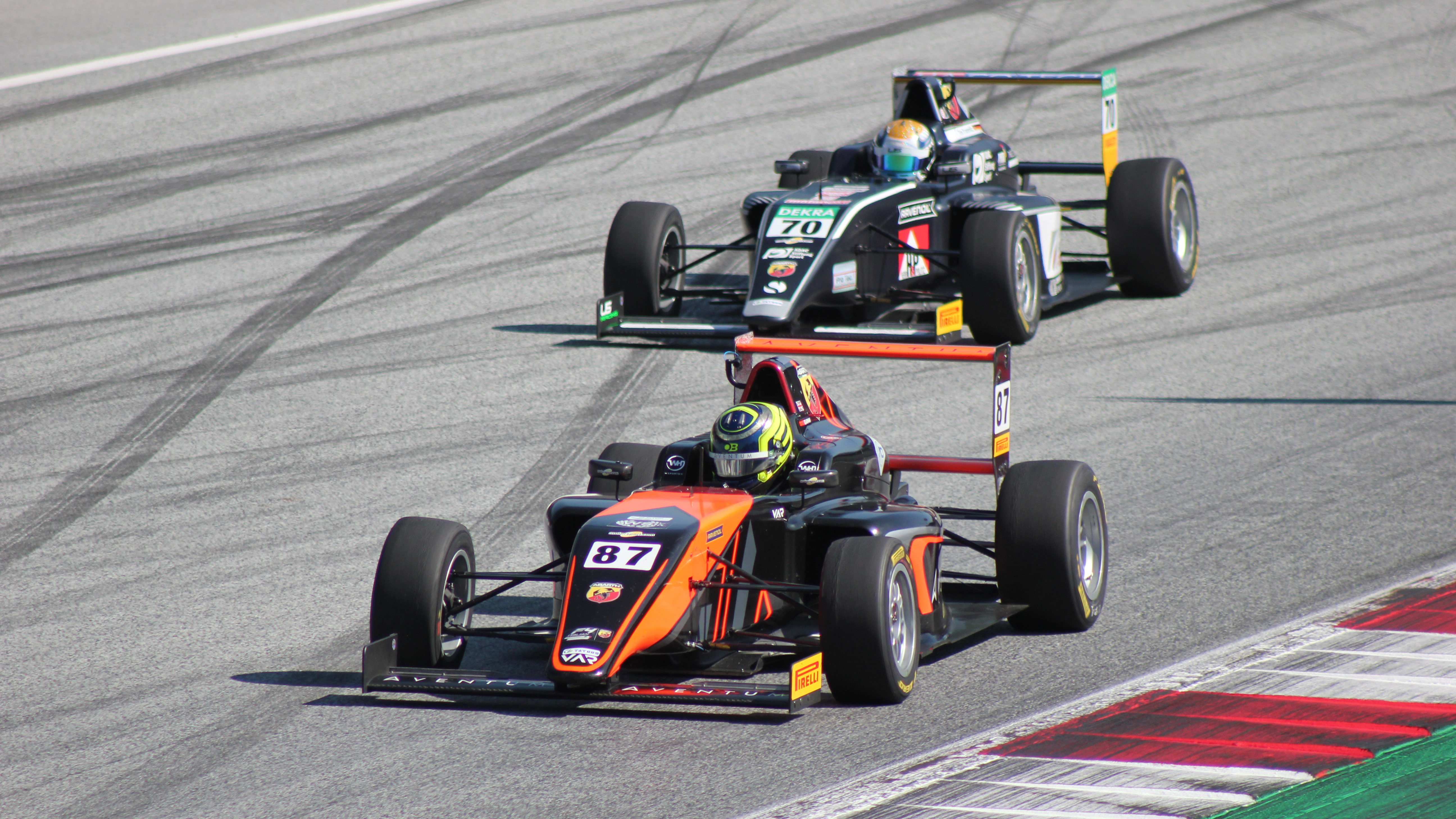
Oliver Bearman wird von Tim Tramnitz verfolgt (2021)

Nachdem die FIA 2013 die Einführung eines Formel-4-Reglements beschlossen hatte, schrieb der Automobile Club d’Italia als erster Motorsportverband eine Formel-4-Meisterschaft für 2014 aus. Die italienische Formel-4-Meisterschaft löste die italienischen Formel Abarth ab und übernahm den Chassis- und Motorenhersteller von der Vorgängerserie. Die Promotion der Serie übernahm WSK Promotions, die vorwiegend im Bereich Kartsport aktiv sind.

## Ablauf des Rennwochenendes
Es finden zwei freie Trainings statt, die jeweils 40 Minuten dauern. Das Qualifying besteht aus zwei 15-minütigen Abschnitten. Das erste und dritte Rennen gehen über eine Distanz von 28 Minuten + 1 Runde, das zweite Rennen dauert 18 Minuten + 1 Runde.

## Fahrzeug
In der italienischen Formel-4-Meisterschaft wird seit 2022 das Tatuus-Chassis F4 T-421 mit einem Abarth 1,4-Liter FTJ-I4-Motor verwendet. Bis 2021 wurde das Tatuus-Chassis F4-T014 verwendet. Die Reifen sind von Pirelli. 

## Besonderheiten
Im zweiten Rennen eines Rennwochenendes werden die Punkte abweichend vom Standard-Punkteschema nach dem Schema 13-11-9-6-5-4-2-1 an die ersten acht Fahrer verteilt.
In der ersten Saison existierte eine Altersbeschränkung nach oben für die Fahrerwertung. Die Fahrer durften frühestens im Jahr, das 18 Jahre vor der aktuellen Saison lag, geboren worden sein. Fahrer, die bereits vor Beginn des Jahres mindestens 18 Jahren alt waren, waren in der Trophy-Klasse wertungsberechtigt. Die Unterscheidung wurde zur zweiten Saison aufgehoben.
Seit der zweiten Saison gibt es neben der Meisterschaftswertung eine zusätzliche Wertung – die Woman Trophy, in der nur die Ergebnisse der teilnehmenden Fahrerinnen gezählt werden.

## Fernsehübertragung
Alle Rennen werden per Live-Streaming auf der offiziellen Website übertragen.

## Bisherige Meister
| Saison | Meister               | Punkte | Zweiter          | Punkte | Dritter           | Punkte | Bestes Team           | Punkte | Rookie/Trophy         | Punkte | Woman             | Punkte            | Quelle |
| ------ | --------------------- | ------ | ---------------- | ------ | ----------------- | ------ | --------------------- | ------ | --------------------- | ------ | ----------------- | ----------------- | ------ |
| 2014   | Lance Stroll          | 331,5  | Mattia Drudi     | 237,5  | Andrea Russo      | 200,5  | Prema Power Team      | 303,5  | Brandon Maïsano       | 406,5  | Nicht ausgetragen | Nicht ausgetragen | [ 6 ]  |
| 2015   | Ralf Aron             | 331,5  | Guan Yu Zhou     | 223,5  | Robert Schwarzman | 212,5  | Prema Power Team      | 339,5  | Kevin Kanayet         | 337,5  | Julia Pankiewicz  | 343,5             | [ 7 ]  |
| 2016   | Marcos Siebert        | 233,5  | Mick Schumacher  | 216,5  | Raul Guzman       | 202,5  | Prema Power Team      | 439,5  | Jüri Vips             | 247,5  | Fabienne Wohlwend | 400,5             | [ 8 ]  |
| 2017   | Marcus Armstrong      | 283,5  | Job van Uitert   | 247,5  | Lorenzo Colombo   | 223,5  | Bhaitech Racing       | 565,5  | Leonardo Lorandi      | 400,5  | Sophia Flörsch    | 200,5             | [ 9 ]  |
| 2018   | Enzo Fittipaldi       | 303,5  | Leonardo Lorandi | 282,5  | Olli Caldwell     | 262,5  | Prema Theodore Racing | 667,5  | Petr Ptáček           | 365,5  | Nicht ausgetragen | Nicht ausgetragen | [ 10 ] |
| 2019   | Dennis Hauger         | 380,5  | Gianluca Petecof | 233,5  | Paul Aron         | 226,5  | Van Amersfoort Racing | 576,5  | Paul Aron             | 348,5  | Amna Al Qubaisi   | 400,5             | [ 11 ] |
| 2020   | Gabriele Minì         | 284,5  | Francesco Pizzi  | 208,5  | Dino Beganovic    | 179,5  | Prema Powerteam       | 596,5  | Gabriele Minì         | 318,5  | Hamda Al Qubaisi  | 375,5             | [ 12 ] |
| 2021   | Oliver Bearman        | 343,5  | Tim Tramnitz     | 232,5  | Kirill Smal       | 198,5  | Van Amersfoort Racing | 585,5  | Nikita Bedrin         | 240,5  | Maya Weug         | 365,5             | [ 13 ] |
| 2022   | Andrea Kimi Antonelli | 343,5  | Alex Dunne       | 232,5  | Rafael Câmara     | 198,5  | Prema Racing          | 800,5  | Andrea Kimi Antonelli | 378,5  | Maya Weug         | 400,5             | [ 14 ] |
| 2023   | Kacper Sztuka         | 315,5  | Ugo Ugochukwu    | 280,5  | Arvid Lindblad    | 263,5  | Prema Racing          | 791,5  | Arvid Lindblad        | 322,5  | Tina Hausmann     | 310,5             | [ 15 ] |
| 2024   | Freddie Slater        | 383,5  | Jack Beeton      | 222,5  | Hiyu Yamakoshi    | 220,5  | Prema Racing          | 763,5  | Alex Powell           | 343,5  | Lia Block         | 50,5              | [ 16 ] |